# Tonnoiriella filistylis
Tonnoiriella filistylis är en tvåvingeart som beskrevs av Vaillant och Moubayed 1987. Tonnoiriella filistylis ingår i släktet Tonnoiriella och familjen fjärilsmyggor.
Artens utbredningsområde är Libanon. Inga underarter finns listade i Catalogue of Life.